# Елейн Мей
Елейн Айва Мей (англ. Elaine Iva May, уроджена Берлін (англ. Berlin); нар. 21 квітня 1932, Філадельфія, Пенсільванія, США) — американська комедіантка, акторка, сценаристка та кінорежисерка.

## Життєпис та кар'єра
Народилася у Філадельфії, штат Пенсільванія, в єврейській родині режисера Джека Берліна й актриси Іди Берлін. У дитинстві гастролювала разом з батьком і його трупою з театральними постановками мовою їдиш. Після смерті батька разом з матір'ю переїхала до Лос-Анджелеса.
Закінчила курси акторського мистецтва Марії Успенської, відтак переїхала до Чикаго, де приєдналася до однієї з імпровізованих театральних комедійних труп. Там вона познайомилася з Майком Ніколсом (Михайлом Пєшковським), разом з яким, у складі дуету «Ніколс і Мей», писали та виконували власні, надзвичайно тоді популярні, комедійні замальовки.
Після розпаду дуету Мей стала успішною сценаристкою та кінорежисеркою: два фільми за її сценаріями, «Небеса можуть зачекати» (1978) і «Основні кольори» (1998), номіновані на премію «Оскар»; серед її режисерських робіт найбільш успішними стали картини «Новий листок» (1971), «Дівчина моїх кошмарів» (1972) та «Іштар» (1987). У «Новому листку» Мей виконала головну жіночу роль, за яку була номінована на премію «Золотий глобус».
Наприкінці червня 2021 року американська Академія кінематографічних мистецтв і наук оголосила про нагороду акторки почесним «Оскаром», спеціальна церемонія відбудеться 15 січня 2022 року.

## Особисте життя
У 1949—1960 роках була одружена з інженером Марвіном Меем (англ. Marvin May), від якого 1949 року народила дочку Джинні Берлін, що згодом стала актрисою. У 1962—1963 роках була одружена з ліриком Шелдоном Гарніком (англ. Sheldon Harnick); 1964—1982 — зі своїм психоаналітиком Девідом Рубінфайном (англ. David L. Rubinfine), до його смерті.
Від 1999 року перебувала у стосунках із режисером Стенлі Доненом, який помер 21 лютого 2019 року. У 2013 році Донен розповідав, що робив Елейн пропозицію «близько 172 разів».

## Вибрана фільмографія
| Рік  |   | Українська назва | Оригінальна назва | Роль                             |
| ---- | - | ---------------- | ----------------- | -------------------------------- |
| 1967 | ф | Лав              | Luv               | Еліс Менвілл                     |
| 1967 | ф | Випускник        | The Graduate      | дівчина з запискою для Беньяміна |
| 1994 | ф | Вовк             | Wolf              | оператор                         |
| 2021 | с | Хороша боротьба  | The Good Fight    | Рут Бейдер Гінзбург              |

| Актор | Це незавершена стаття про акторку. Ви можете допомогти проєкту, виправивши або дописавши її. |